# أنتوي أتواهين
أنتوي أتواهين (بالإنجليزية: Antwi Atuahene)‏ مواليد 17 ديسمبر 1984 في ميسيساغا، هو لاعب كرة سلة كندي. بدأ مسيرته الاحترافية في سنة 2008. يبلغ طوله 6 قدم 3 بوصة (1.9 م). لعب مع لندن لايتنينج وآيلاند ستورم في دوري كندا الوطني لكرة السلة.

## روابط خارجية
- أنتوي أتواهين على موقع كلية كرة السلة في سبورتس رفرنس.كوم (الإنجليزية)
- أنتوي أتواهين على موقع ريلجم (الإنجليزية)
- أنتوي أتواهين على موقع بروبوليرز (الإنجليزية)